# Tao-tö-csing
A Tao-tö-csing, (mandarin 'út-hatóerő-könyv'; hagyományos kínai: 道德經; egyszerűsített kínai: 道德经; magyar népszerű: Tao-tö-csing; pinjin hangsúlyjelekkel: Dàodéjīng; Wade-Giles: Tao Te Ching;  Dàodéjīng?*), illetve ahogy Weöres Sándor nyomán a mai magyar irodalom ismeri: Tao Te King – Az Út és Erény könyve az a könyv, amelyben a hagyomány szerint a filozófiai taoizmus megalapozójának tartott bölcs, Lao-ce (Laozi) könnyen megjegyezhető formában összegezte a tao (dao) szerinti élet tanításait. A könyv legfontosabb üzenete a követendő úttal, a taó (daó)val való harmónia keresésének keretbe foglalása. A könyvnek nincsen vallásos tartalma, amennyiben a tao (dao) követését nem tekintjük vallásnak. Valójában azonban magát a taó (daó)val való foglalatosságot természetvallásnak tartják, amely túlmutat isteneken és angyalokon, és a teremtő őserő törvényei szerinti életmódot tartja követendőnek.

## Szerzője
A Tao-tö-csing (Daodejing) Konfuciusz idősebb kortársának, Lao-ce (Laozi)nek tulajdonítja a kínai hagyomány, akinek legkorábbi életrajza A történetíró feljegyzései című munka 63. fejezetében található. Ezek szerint a Csu (Chu) (楚) államban született Lao Tan (Dan) családneve Li (李), személyneve Er (耳), adott neve pedig Tan (Dan) (聃) volt, és a Csou (Zhou) udvar levéltárában dolgozott. Kung Fu-ce részére állítólag tanácsokkal szolgált a szertartásokkal kapcsolatban, majd látván a Csou (Zhou)-ház hanyatlását, eltávozott, a határnál a határőrként dolgozó Jin Hszi (Yin Xi) (尹喜) kérésére leírta művét két tekercsben. Későbbi források egyértelműen a nyugati irányról, illetve ökör vontatta szekéren, vagy bivalyon utazó Lao-ce (Laozi)ről beszélnek. Számos kutató azt feltételezi, hogy a történetírói hagyományban ebben a szerepben minden előzmény nélkül felbukkanó személyt, éppen a további rá vonatkozó információk hiánya folytán, a Tao-tö-csing (Daodejing) valódi szerzője vagy szerzői csak felhasználták. A Han-dinasztia és a Hat Dinasztia korában Lao-ce (Laozi) alakja radikális változásokon megy át, a történeti bölcs isteni rangot kap, teremtői és megmentői szerepben lép fel.

## Taoizmus
A taoizmus szerint a világegyetem mozgató ereje maga a tao, mint teremtő őserő. A könyv szavai szerint a tao névtelen, mert minden név valamilyen meghatározott létezőt jelöl meg. Szavakkal meghatározhatatlan, intellektussal fel nem fogható, tulajdonságokkal körül nem írható. Jelen van minden helyen, minden időben és minden rezdülésben – élőben és élettelenben egyaránt, köztük magában az emberben is. A tao mindenekelőtt az örökké mozgó, változó világ végső egységének az elve. A tao azonban a mindenek felett uralkodó elv.
A taoizmus legfontosabb tanítása harmóniát találni a természet erőit mozgató teremtő őserővel, elérni a nem-cselekvés (vu-vej) állapotát, és ezáltal megvalósítani a tökéletességet és a halhatatlanságot, vagyis a teljes megvilágosodást.
A taoizmus egyik legismertebb mestere, Lao-ce, a hagyomány szerint megvalósította ezt az állapotot, s miután a Tao-tö-csing tanításait lediktálta egy őt kérlelő határőrnek, elhagyta a civilizált világot, és halhatatlan remeteként élt tovább egy ismeretlen helyen.

## A szöveg

### Címe
A gyakran „Ötezer szavas klasszikus”-nak (Vu-csien-ce (Wuqianzi) 五千字) vagy Lao-ce (Laozi)nek nevezik. A Han-kori Csing (Jing) 景 császár (uralk. i. e. 156–141) adományozta a szövegnek a klasszikus mű (csing (jing) 經) státuszt, és csak a Han-kor végén kapta a Tao-tö-csing (Daodejing) címet, korábban Lao-ce (Laozi) néven hivatkoztak rá. Az „Ötezer szavas klasszikus” elnevezést egyes követők olyan komolyan vették, hogy az eredetileg hosszabb szöveget a megfelelő méretre csökkentették, így a Tunhuang (Dunhuang)ban talált kéziratok között több példány is éppen 4999 írásjegyet tartalmaz. Érdemes megjegyezni, hogy csak a Han-dinasztia alatt került a Csuang-ce (Zhuangzi)vel együtt a bibliográfiai leírásokban a taoista (tao-csia (daojia) 道家) címszó alá.

### Szerkezete
Tao-tö-csing (Daodejing) jelenlegi verzióban 81 részből áll. A hivatalos Han-kori felosztás szerint elöl áll a 37 fejezetes Út (Tao (Dao) 道) könyve (amely a tao (dao) szóval kezdődik és inkább általánosabb kérdésekkel foglalkozik), majd utána a 38-tól a 81. versig tartó erény (tö (de) 德) könyve (amely a „legfensőbb erény” (sang tö (shang de) 上德) kifejezéssel kezdődik, és alapvetően a tao (dao)nak a világban való működéséről ír). Az 1973-ban megtalált két Mavangtuj (Mawangdui)ból 馬王堆 előkerült kéziraton (i. e. 195, illetve i. e. 169) ugyanakkor ennek a sorrendnek éppen az ellenkezője jelenik meg. A mavangtuj (mawangdui)-i kézirat felfedezése előtt a Tao-tö-csing (Daodejing) Ho-sang kung (Heshang gong) 河上公 (i. e. 2. sz.) és Vang Pi (Wang Bi) 王弼 (i. sz. 226–249: Lao-ce csu (Laozi zhu) 老子注) kommentárjaiból volt ismeretes. 1993-ban találták meg a jelenleg ismert legrégebbi, hozzávetőlegesen i. e. 300-ból származó kéziratot Kuotie (Guodianben) 郭店 (Hupej (Hubei) tartományban). A bambuszcsíkokra írt leletet a kutatók három, egyenként 39, 18, illetve 14 bambuszlapot tartalmazó csoportra (A, B, C) osztják, melyek elrendezésükben és az írásjegyek szintjén is sok mindenben különbözik a jelenleg ismert verziótól, és amelyek az 1–66. közötti versekből 31 vers valamilyen verzióját képviselik. A két új lelet esetében ugyanakkor nem egyértelmű, hogy mennyiben jelenik meg bennük az eredeti Tao-tö-csing (Daodejing), illetve mennyiben egy sajátos értelmezési hagyomány.

### Datálása
A Tao-tö-csing (Daodejing) datálása meglehetősen problematikus, rendelték már az 5., a 4. és a 3. századhoz is. Kérdéses, hogy egyáltalán érdemes-e egy szerzőnek (legyen az Lao-tan (Lao Dan) vagy más) tulajdonítani a művet. A 3. századnál későbbre semmiképpen sem tehető a keletkezése, mivel a 3. századi Han Fej-ce (Han Feizi), a Csuang-ce (Zhuangzi) későbbi része és a Lü-si csun-csiu (Lüshi chunqiu) már gyakran idéz belőle. Nem kizárt, hogy eredetileg inkább szájhagyományként, aforizmák gyűjteményeként terjedt, és jelenleg ismert, írott formájában csak egy lényegesen későbbi időszakban állították össze, bár szintén kérdéses, hogy a végső redaktor milyen mértékig avatkozott be a rendelkezésére álló anyagba.

## A könyv
A tao (dao) voltaképp a harmonikus életvitel megalapozója, és mint ilyent, természetvallásnak vagy tapasztalat-vallásnak tartják. Nem a hit az, ami alapot ad a tao (dao) követésének, hanem a gyakorlat, a tapasztalat. A könyv minden egyes versszaka egy viselkedési formára, egy helyes életvitelre utal, és egyben ennek az életmódnak a követésére biztatja az olvasót, valamint hangsúlyt fektet az ég, az ember és föld hármasságára, amelyben az ember feladata harmóniát teremteni az ég és a föld kettőssége, a jin (yin) és a jang (yang) ellentéte között.
A könyv fontos tanítása szerint a tao (dao) a nép küzdelmek és harcok nélküli életének, a harmonikus együttélésnek a megteremtője a nem-cselekvés, az ellen-nem-állás által. A taoista harcművészetek szerint ez az ellent-nem-állás, a harc nélküli harc az a hatalom, amely valódi békés együttélést teremthet az emberek között.
„Aki tao (dao)val szolgálja az emberek urát, az nem igázza le hadsereggel az égalattit, hiszen ez a tette könnyen ellene fordulhat. Mert amerre hadsereg járt, csak tüske és tövisbozót terem, s a nagy háborúk nyomában mindig ínséges esztendők járnak. Az igazán jó hadvezér célhoz ér és megállapodik, s nem vetemedik arra, hogy erőszakot alkalmazzon. Célhoz ér, de nem emeli fel magát; célhoz ér, de nem dicsőíti magát; célhoz ér, de nem kevélykedik; célhoz ér, de csak azért, mert nem tehet mást; célhoz ér, de nem alkalmaz erőszakot”.

### Tao(Dao)
A taoizmus tanításai szerint az Ég, a Föld és az Ember mind alkotórészei az egységes világmindenségnek. Egymással szüntelen kölcsönhatásban vannak, és viselkedésüket egy mindenre kiterjedő, egyetemes törvény szabályozza. Ez a törvény nem más, mint a tao (dao). Mindemellett a tao (dao) egy olyan utat vagy konkrét „ösvényt” is jelent, amiről voltaképpen nem is lehet letérni, mert ez maga a világ működésének a folyamata, a megnyilvánult világ eredendő oka.

### Te(De)
A Tao-tö-csing (Daodejing) második szavát Weöres Sándor nyomán gyakran erénynek fordítják, de sokkal inkább jelent „hatóerőt”, olyan erőt, amely által maga a tao (dao) működik. A tö (de) olyankor nyilvánul meg, amikor a dolgok folyása el akar térni a tao (dao) által kijelölt úttól. Ez a hatóerő a „vu-vej (wuwei)” – azaz a „nem-cselekvés” vagy „cselekvés nélküli cselekvés” – elve szerint működik, amely nem azonos a teljes passzivitással, hanem egyfajta természetes, erőfeszítés nélküli viselkedést jelent.

## Kommentárjai
Az idők során a Tao-tö-csing (Daodejing)hez körülbelül 700 kommentár íródott, amelyből mintegy 350 maradt fenn. A korai kommentárok közül érdemes kiemelni Vang Pi (Wang Bi) 王弼 (i. sz. 226–249: Lao-ce csu (Laozi zhu) 老子注), Ho-sang kung (Heshang gong) 河上公 (i. e. 2. sz.), Jen Cun (Yan Zun) 嚴遵 és a Hsziang-er (Xiang'er) 想爾 kommentárt. Vang Pi (Wang Bi) kommentárja a hszüan-hszüe (xuanxue) 玄學 irányzat többi művéhez hasonlóan bővelkedik az elvont bölcseleti koncepciókban, ugyanakkor hiányoznak belőle a vallásos felhangok. A művet 81 fejezetre osztó Ho-sang kung (Heshang gong) kommentárjából (Lao-ce csang-csü (Laozi zhangju) 老子章句) egymástól nagyon kis mértékben eltérő 30 verzió maradt fenn (egyebek között Tunhuang (Dunhuang) 敦煌), maga a mű a Huang–Lao iskola jegyeit hordozza magán, és a Szung (Song)-korig rendkívül nagy népszerűségnek örvendett. Szintén fontos Jen Cun (Yan Zun) (i. e. 83–i. sz. 10) Lao-ce cse-kuj (Laozi zhigui) 老子指歸 (Útmutató a Lao-ce (Laozi)hez) című kommentárja, amelyből csak a 38–81. részekhez írottak maradtak fenn. Az ebben a kommentárban megőrzött eredeti szöveg sok szempontból a Mavangtuj (Mawangdui)-féle verzióhoz hasonlít. Emellett jelentős még a Han Fej-ce (Han Feizi) két fejezetének (21–22.) elemzése és a Tunhuang (Dunhuang)ban talált (S. 6825), a Mennyei Mesterek vallásos taoista szekta szempontjait érvényesítő, a megistenült Lao-ce (Laozi)re és a halhatatlanokra hivatkozó Hsziang-er (Xiang'er) kommentár is. Japánból mintegy 250 kommentár ismert.

## Hatása
A Hat Dinasztia korában a Tao-tö-csing (Daodejing)et szívesen tanulmányozták együtt a Csuang-ce (Zhuangzi)vel és a Ji-king (Yijing)gel. A Tang-kori Hszüan-cung (Xuanzong) 玄宗 (uralk. 712–755) alatt, elfogadva a Ho-sang kung (Heshang gong)-féle 81-es felosztást, véglegesítették a fejezetek beosztását (korábban léteztek 64, 68 vagy 72 fejezetes verziók is); 731-től a hivatalnoki vizsga részét képezte. A vallásos taoista hagyományban idézése mágikus erővel bír, képes démonokat elűzni és gyógyítani, az idéző képes az egyéni és a társadalmi összhangot elősegítő érdemeket felhalmozni. A Tang-korban a Li (李) császári család Lao-ce (Laozi) személyéig vezette vissza eredetét, ennek köszönhetően a Tao-tö-csing (Daodejing) különösen nagy megbecsülésnek örvendett, i. sz. 666-ban Kao-cung (Gaozong) császár a Titokzatos Kezdet Legmagasabb Fensége (Tai-sang hszüan-jüan huang-ti (Taishang xuanyuan huangdi) 太上玄元皇帝) címet adományozza neki.

## Fordításai
A Tao-tö-csing (Daodejing)et az i. sz. 7. században fordították le először, mégpedig szanszkritra, a 18. században a Kínában hittérítést végző Matthew Raper révén került már latin nyelven Európába. Azóta a nyugati nyelvű fordítások száma már meghaladja a 250-et.

### Magyar fordításai
A Tao-tö-csing (Daodejing) kétségkívül a klasszikus kínai irodalom és filozófia legtöbb fordításban és a legtöbb kiadásban megjelent műve magyar nyelven. A mai napig nem kevesebb mint tizenkét magyar nyelvű fordítása keletkezett, és csak a rendszerváltás óta eltelt húsz évben 13-15 alkalommal jelent meg önálló formában. Egy másik, a fordítók között roppant népszerű műnek számít Puskin Anyeginje, melyet az elmúlt majd másfél évszázad alatt így is csak nyolcan ültettek át magyar nyelvre. A világ filozófiai, bölcseleti irodalmában azonban nincs másik olyan mű, amely a fordítói érdeklődés tekintetében felvehetné a versenyt a Tao-tö-csing (Daodejing)gel.
A Tao-tö-king (Daodejing)nek az első teljes, magyar nyelvű fordítása Stojits Iván (1866-1932) nevéhez fűződik, és 1907-ben jelent meg. Stojits a korban dívó teozófiai mozgalom egyik meghatározó alakja volt, ebben a témában számos cikke jelent meg a Jövendőben és egyéb fővárosi lapokban. A teozófia már indulása hajnalán, a 19. század utolsó évtizedeiben rábukkant Lao-ce (Laozi) művére, melynek tanítását alapvetően összeegyeztethetőnek tartotta saját célkitűzéseivel, nevezetesen a végtelen bölcsesség és egyfajta titkos tudás feltárásával. Stojits ennek szellemében, „idegen nyelvű kútfők” és minták nyomán (de az eredeti kínai szöveg ismerete nélkül) készítette el a magyar nyelvű fordítását.
A második magyar nyelvű fordítás valamikor a húszas-harmincas években készülhetett el és Tápay-Szabó László (1877-1941) nevéhez fűződik. Tápay-Szabó a jogi tanulmányait követően több fővárosi, majd vidéki lap újságírója és szerkesztője volt. 1923-ban kivándorolt az Egyesült Államokba, majd visszatérve 1930-tól a Szegedi Egyetem tanáraként tevékenykedett. Az ő kéziratban maradt fordításával kapcsolatban érdemi ismereteink nincsenek. Az azonban biztos, hogy Stojitshoz hasonlóan Tápay-Szabó sem rendelkezett azzal a kínai tudással, amely hitelessé tehette volna fordításukat.
Ágner Lajos fordítása 1943-ban jelent meg. Ágner a budapesti egyetemen szerzett bölcsészdoktori diplomát, majd az egyetem elvégzése után állami ösztöndíjjal a berlini egyetemen japán és kínai nyelvet tanult egy éven át (1902-1903). Ágner Lajos fordításán épp úgy érezhető a már korábban említett korszellem hatása, mint a legtöbb Tao-tö-csing (Daodejing) magyar nyelvű adaptációján. Annak ellenére, hogy Ágnernek a legtöbb fordítóval ellentétben behatóbb ismeretei voltak a kínai nyelvről és kultúráról, nem igen tudta vagy akarta belülről feltárni a szöveg rejtelmeit. Számos helyen tetten érhető azon törekvése, hogy a kínai klasszikus mű gondolatiságát valamiképpen megfeleltesse egyes európai klasszikus vagy újabb kori filozófiai irányzatoknak, vagy nyugati gondolkodók tételeivel találjon párhuzamot.
A mű első, filológiailag máig legpontosabb, legmegbízhatóbb fordítása a sinológus, filozófus Tőkei Ferenc nevéhez fűződik, amely 1962-ben jelent meg a Kínai filozófia, Ókor című háromkötetes gyűjteményének első kötetében. A Tao-tö-csing (Daodejing) nagyközönség által legszebbnek tartott, legismertebb és magas szépirodalmi értéket képviselő műfordítását Tőkei Ferenc prózafordítása alapján, a sinológus szakértővel együtt dolgozva, tárgyalvaWeöres Sándor készítette el 1958-ban. A Weöres-féle fordítás jelent meg a legtöbbször.
A Tao-tö-csing (Daodejing)nek még egy magyar nyelvű fordításáról érdemes megemlékezni, amely Karátson Gábor nevéhez fűződik. Karátson egyedül sajátította el a klasszikus kínai nyelvet, és több évnyi kutató és alkotó munka eredményeképpen 1990-ben jelentette meg műfordítását, amely sajátos értelmezéseivel, művészi igényű megformálásával szintén népszerű a nagyközönség között és több kiadásban is ismert.

#### A magyar fordítók és a fordítások
- Ágner Lajos 1943. A Legfőbb lényről és az Erényről, Lao-ce Tao te Kingje. In: Vallások Könyve. Budapest: Officina Kiadó, 3–112.; Az út és erény könyve. 2010. (Kelet klasszikusai) Budapest: Fapadoskonyv.hu
- Dao Ngoc Thang (ford.) 1997. Tao te king (részlet) [Felcsút]: Helioos Bt.
- Hatvany Bertalan (ford.) 1957. Lao-ce: Tao te king. München: Látóhatár (1977. München: Újváry „Griff” Verlag)
- Karátson Gábor (ford.) 1990. Lao-ce: tao te king. Budapest: Cserépfalvi (Budapest: Q.E.D. Kiadó, 2002, 2003)
- Kulcsár F. Imre (ford.) 2001. Lao-ce: Tao te king. Az Út és az Erény könyve. Függelékben: A kuotieni lelet. Budapest: Kairosz Kiadó. (2005)
- Máté János (ford.) 2001. A titkos völgy: Tao te king. (James Legge kínaiból értelmezett angol szövegének magyar ford.). Budapest: Gondverő Kiadó
- Stojits Iván 1907. Lao Ce: Tao te King, Lao-ce életbölcselete. Budapest: Athenaeum Kiadó. (Budapest: Farkas Lőrinc Imre Kiadó, 1993, 1996)
- Szentmihályi Szabó Péter (ford.) 1980. Lao Cse intelmei
- Tőkei Ferenc 2005. „Laozi: Daodejing.” In: Kínai filozófia. Ókor. II. Budapest: Magiszter Társadalomtudományi Alapítvány, 17–50. (Budapest: Európa Könyvkiadó, 1980; Budapest: Kossuth Kiadó, 1986: 17–54.)
- Weöres Sándor – Tőkei Ferenc 1958. Lao-ce: Az Út és Erény könyve. Európa Könyvkiadó. (Budapest: Tericum Kiadó, 1994, 1996, 1997, 1998, 2000, 2001; Budapest: Balassi Kiadó, 1996)

## Összegzés
A Tao-tö-csing a világ egyik nagy vallásának, a taoizmusnak egy alapvető kézikönyve. Útmutató az erényes és sikeres élethez, egyben a kínai hagyomány és folklór nagy jelentőségű és máig töretlenül népszerű nemzeti kincse, irodalmi és filozófiai mű, mely a Csuang-ce (Zhuangzi) és a Lie-ce (Liezi) mellett máig erősen hat a kínai emberek gondolkodására, életfelfogására és hagyományaira.